# Подльодувка
Подльодувка (пол. Podlodówka) — село в Польщі, у гміні Уленж Рицького повіту Люблінського воєводства.
Населення — 107 осіб (2011).

## Демографія
Демографічна структура станом на 31 березня 2011 року:
|          | Загалом | Допрацездатний вік | Працездатний вік | Постпрацездатний вік |
| -------- | ------- | ------------------ | ---------------- | -------------------- |
| Чоловіки | 59      | 10                 | 36               | 13                   |
| Жінки    | 48      | 10                 | 24               | 14                   |
| Разом    | 107     | 20                 | 60               | 27                   |